# Zakład przemysłowy

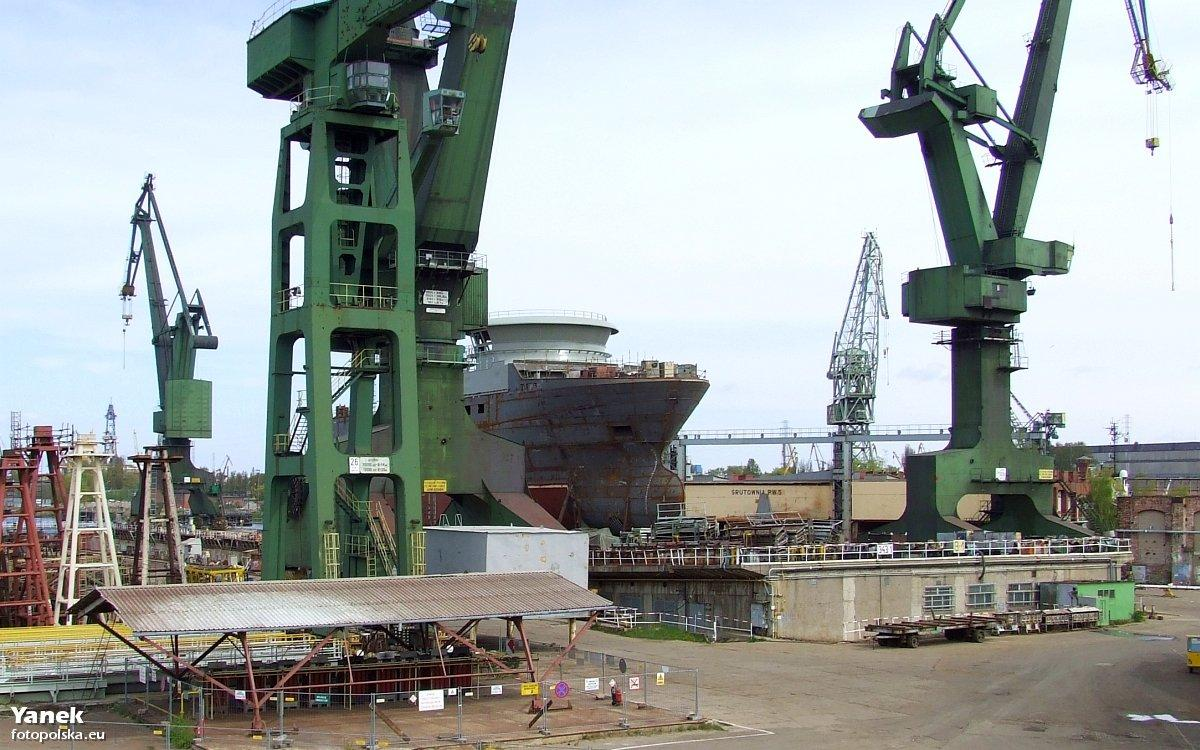
Zakład przemysłowy

Zakład przemysłowy – zespół budynków i urządzeń wraz z terenem, na którym prowadzi się działalność wytwórczą polegającą na przekształcaniu mechanicznym, fizycznym lub chemicznym materiału, substancji lub ich części składowych w nowy produkt.
Może on stanowić samodzielne przedsiębiorstwo lub też być częścią większego przedsiębiorstwa.